# فسفید روی
فسفید روی (Zn3P2) یک ترکیب شیمیایی غیرآلی است. این یک جامد خاکستری است، اگرچه نمونه‌های تجاری اغلب تیره یا حتی سیاه هستند. به عنوان مرگ موش استفاده می‌شود. Zn3P2 یک نیم‌رسانا II-V با شکاف باند مستقیم ۱٫۵ الکترون‌ولت است و ممکن است در سلول‌های خورشیدی کاربرد داشته باشد. ترکیب دوم در سیستم فسفر روی، دی فسفید روی (ZnP2) وجود دارد.